# 滝部村
滝部村（たきべそん）は、山口県豊浦郡にあった村。現在の下関市豊北町大字滝部にあたる。

## 地理
- 山岳：寺地山、杓子山

## 歴史
- 1889年（明治22年）4月1日 - 町村制の施行により、近世以来の滝部村が単独で自治体を形成。
- 1955年（昭和30年）4月1日 - 神玉村・角島村・神田村・阿川村・粟野村・田耕村および宇賀村の一部（大字北宇賀）と合併して豊北町が発足。同日滝部村廃止。

## 交通

### 鉄道路線
- 日本国有鉄道
  - 山陰本線
    - 滝部駅